# شهرستان ژن‌لای
شهرستان ژن‌لای (به چینی: 镇赉县) یک شهرستان در استان جی‌لین چین است که در تابعیت شهر بای‌چنگ قرار دارد.
شهرستان ژن‌لای ۴٬۷۱۸٫۶۹ کیلومتر مربع مساحت و ۲۷۱٬۳۸۷ نفر جمعیت دارد و ۱۴۰ متر بالاتر از سطح دریا واقع شده‌است.

## تقسیمات اداری
شهرستان ژن‌لای به ۷ شهرک، ۲ قصبه و ۲ قصبه قومیتی (برای مردم مغول) تابعه تقسیم شده است. هشت «میدان» هم‌سطح قصبه نیز تابع این شهرستان می‌باشد.
- شهرک تان‌دو (坦途镇، Tǎntú zhèn)
- شهرک داتون (大屯镇، Dàtún zhèn)
- شهرک دونگ‌پینگ (东屏镇، Dōngpíng zhèn)
- شهرک ژن‌لای (镇赉镇، Zhènlài zhèn)
- شهرک ووکه‌شو (پنج‌درخت) (五棵树镇، Wǔkēshù zhèn)
- شهرک هئی‌یوپاو (黑鱼泡镇، Hēiyúpào zhèn)
- شهرک یان‌جیانگ (沿江镇، Yánjiāng zhèn)

- قصبه جیان‌پینگ (建平乡، Jiànpíng zhèn)
- قصبه گا‌شن‌گن (嘎什根乡، Gāshéngēn zhèn)

- ‌ قصبه قومیتی مغول خاتووچ
  - (哈吐气蒙古族乡، Hātǔqì ménggǔzú xiāng)
  - (ᠬᠠᠲᠠᠭᠤᠴᠢ ᠮᠣᠩᠭᠣᠯ ᠦᠨᠳᠦᠰᠦᠲᠡᠨ ᠦ ᠰᠢᠶᠠᠩ، Хатууч Монгол үндэстэний Шян, qataγuči moŋɣol ündüsüten-ü siyaŋ)
- ‌ قصبه قومیتی مغول موموگه
  - (包拉温都蒙古族乡، Bāolāwēndōu ménggǔzú xiāng)
  - (ᠮᠥᠮᠥᠭᠡ ᠮᠣᠩᠭᠣᠯ ᠦᠨᠳᠦᠰᠦᠲᠡᠨ ᠦ ᠰᠢᠶᠠᠩ، Мөмөгэ Монгол үндэстэний Шян, mömöge moŋɣol ündüsüten-ü siyaŋ)

- میدان اسب‌داری جیولونگ‌شان (九龙山马场، Jiǔlóngshān mǎchǎng)
- میدان جنگل‌داری داگانگ (大岗林场، Dàgǎng línchǎng)
- میدان جنگل‌داری موموگه (莫莫格林场، Mòmògé línchǎng)
- میدان زادآوری خوک شهرستان (县种猪场، Xiàn zhǒngzhūchǎng)
- میدان زراعتی داوباو (到保农场، Hédàobǎo nóngchǎng)
- میدان زراعتی شی‌فانگ‌‌تووزی (四方坨子农场، Sìfāngtuózǐ nóngchǎng)
- میدان ماهی‌داری دولتی (国营渔场، Guóyíng yúchǎng)
- میدان مرتع‌داری بایان‌توقای (白音套海牧场، Báiyīntàohǎi mùchǎng)